# Здоровецький Віталій
Віталій Здоровецький (англ. Vitaly "VitalyzdTV" Zdorovetskiy; нар. 8 березня 1992, м. Мурманськ, Російська Федерація) — американський комедіант російського походження, відомий своїми розіграшами, які він регулярно публікує на своєму каналі в мережі YouTube, а також тим, як 13 липня 2014 року, під час фінального матчу на Чемпіонаті світу з футболу між Аргентиною та Німеччиною, вибіг на поле з надписом на грудях «Natural Born Prankster», та намагався поцілувати німецького гравця Бенедикта Геведеса. Пізніше він виклав відео зі своєю витівкою на свій канал у мережі YouTube, де зібрав більш ніж 9 мільйонів переглядів.

## Біографія
Народився 8 березня 1992 року в місті Мурманськ, трохи пізніше переїхав з матір'ю до Одеси, де він виріс та навчався, після чого з усією сім'єю мігрував до США. Зараз із матір'ю та бабусею проживає в Лос Анджелесі.

## Канал на Youtube
Станом на 26 вересня, 2014 року, його канал зібрав понад 750 мільйонів переглядів, а кількість підписаних на нього користувачів сягнула більш ніж 7,2 мільйонів. На ньому він регулярно публікує різного роду відео, в яких за допомогою чудернацьких способів знайомиться з дівчатами, розігрує городян, займається благодійністю.